# Épidémie de choléra à Québec en 1832
La première épidémie de choléra à Québec de 1832 représente la première arrivée du choléra sur le continent américain. La maladie est importée d'Europe, alors touchée par la deuxième pandémie de choléra, elle est plus particulièrement apportée par une vague d’immigrants irlandais. Deux vagues de choléra touchent la population, en 1832 et en 1834, la première étant plus meurtrière que la suivante.   
Pour prévenir l'épidémie sur le continent américain, les autorités instaurent une mise en quarantaine pour faire le tri des immigrants. Plusieurs précautions sont prises pour protéger la population, mais compte tenu des ignorances et incertitudes médico-sociales de l'époque, l'épidémie est inévitable. 

## Contexte
« Infection diarrhéique aiguë provoquée par l’ingestion d’aliments ou d’eau contaminés par le bacille Vibrio cholerae », le choléra trouve son origine dans le delta du Gange en Inde, réservoir à partir duquel il s'est répandu dans le monde entier au travers de sept pandémies durant les XIXe et XXe siècles. La première pandémie de choléra (1817-1824) s'étend de l'Extrême-Orient aux limites de l'Empire Russe. La deuxième pandémie de choléra (1824-1837) débute aussi dans la colonie britannique du Bengale, mais elle franchit la mer Caspienne et la Méditerranée, suivant les grands axes de circulation commerciaux et militaires de l'époque. Elle atteint Moscou en 1830. En février 1832, elle est à Londres et en mars à Paris. En avril, elle traverse l'Atlantique.

## Origine
Les mauvaises conditions hygiéniques durant la traversée des navires augmentent considérablement la propagation de la maladie parmi les immigrants. Le choléra aurait été apporté par le brick «Carrick » parti de Dublin, alors touché par le choléra, en avril 1832. Durant la traversée, 42 passagers sur 173 meurent de choléra. Le navire parvient à Québec le 3 juin 1832.
Le choléra se transmettant par les mains sales (transmission orale et fécale), la population américaine se contamine par des aliments souillés ou par d’autres personnes déjà infectées. Les symptômes font peur à la population qui sort de moins en moins de chez elle et fait de moins en moins confiance à ses voisins.

## Déroulement
L'épidémie touche New York le 23 juin et Philadelphie le 5 juillet, et de là toute l'Amérique du Nord. Le choléra apparaît en Amérique latine en 1833 (La Havane, plus de 8 000 victimes sur 65 000 habitants).
En Europe, l'Espagne et le Portugal sont parmi les derniers pays touchés.  La pandémie décline à partir de 1834.

## Mesures et réactions

### Traitement à l’époque
À l’époque, la médecine ne connaissait pas l'origine du choléra, ni ses voies de transmission et on pense que, à l'instar de la peste, la maladie est causée par de l'air vicié qui empoisonne l'organisme et qu'on nomme miasmes (du grec ancien μίασμα : « pollution »). Les miasmes sont perçus comme des vapeurs ou brouillards composés de particules issues de la matière décomposée. De plus, n’ayant pas d’organisation centrale comme aujourd’hui, chaque médecin est laissé à son propre compte. La plupart des moyens employés reflètent les pratiques habituelles de l'époque : émétiques, purgatifs, saignées... pour les Français, opium et calomel pour les Britanniques. Plusieurs médecins indépendants cherchent un remède au choléra (huile de castor, arsenic, camphre, quinquina...). Des remèdes comme boire de l’eau froide ou chaude en grande quantité, en lavement ou en bains peuvent être publiés dans les journaux comme bonne méthode. 
C’est l’essor des charlatans. La population donne sa confiance en n'importe quelle personne qui peut améliorer la condition des malades ou même guérir leurs maux. 

### Création du bureau de santé
En 1832, un poste de quarantaine est alors installé sur Grosse-Île, une île située à environ 50 kilomètres à l’est de la ville de Québec pour contrôler l'arrivée des nouveaux  immigrants. L’épidémie de choléra continue de ravager les colonies malgré les efforts quarantenaires soutenus et les activités de décontamination menées à l’échelle locale.     
Un bureau de santé, plus ou moins permanent, relève à l'époque de la compétence provinciale. Il indique à sa population les impacts de la maladie et les précautions à prendre pour disposer des cadavres ou s’occuper des malades. Il informe la population du nombre de décès et du nombre d’immigrants qui arrivent dans la ville concernée. Puisqu'il n'y a pas de moyen de communication, les responsables des bureaux de santé doivent se rendre sur place eux-mêmes pour évaluer l'état des lieux.     
L'arrivée du choléra en Amérique, à Québec 1832, est la première expérience moderne d'une maladie mondialisée, dont on a pu suivre clairement les routes maritimes. L'expérience acquise à cette époque représente les prémices d'une future politique internationale de santé publique (organisations internationales, procédures et contrôles sanitaires et techniques...). Elle prend corps en 1851, à Paris, avec la première conférence sanitaire internationale contre le choléra.     

## Bilan

### Dans la région de Québec
De juin à septembre 1832, la région de Québec comptabilise 3800 décès avec un taux de mortalité de 82/1000 soit le plus fort de tout le Bas-Canada qui subit un taux de mortalité de 46/1000.

### Ailleurs dans le Bas-Canada
L'épidémie de choléra emporte près de 12 000 personnes dans le Bas-Canada, la classant parmi les plus importantes de la jeune histoire de la colonie.